# 엘리후 루트
엘리후 루트(Elihu Root, 1845년 2월 15일 ~ 1937년 2월 7일)는 미국의 공화당 정치인으로, 제41대 전쟁장관 (1899년 ~ 1904년), 제38대 국무장관 (1905년 ~ 1909년)과 뉴욕주 연방 상원 (1909년 ~ 1915년)을 지냈으며 자신의 세월의 가장 건설적인 보수주의자였다. 1912년 노벨 평화상을 수상하였다.

## 어린 시절
뉴욕주 클린턴에서 태어났으며 그의 부친은 옛 뉴잉글랜드 가문의 대학 교수였다. 엘리후는 남북 전쟁이 일어난 동안 해밀턴 칼리지에서 수학하여 1864년 수석 졸업생으로서 졸업하였다. 1867년 뉴욕 대학교에서 법학 학위를 취득한 후, 그는 뉴욕에서 개인 실습으로 들어갔다. 그는 1878년 클라라 프랜시스 웨일스와 결혼하여 슬하 1남 2녀를 두었으며 헌신적인 가족이었다.

## 법률 경력
루트는 악명 높은 상사의 재판이 열린 동안 윌리엄 트위드에 하급 변호사였다. 10년 후에 루트는 잠시 뉴욕 남부 구역을 위하여 지방 검사를 지냈다. 기민하고 수완적인 법률 고문이었던 그는 이후에 국가에서 탁월한 법인 변호사들 중의 하나가 되었다. 그는 시장의 98 퍼센트 통제를 얻는 데 가능하게 한 재편성에 해브마이어 슈가 트러스트를 조언하였고, 휘트니-라이언 견인 관심사와 다수의 다른 기업 합동들을 대표하였다. 그는 "그것은 도덕의 규칙을 집행하는 데 법의 기능이 아니다."라고 설명하였다.
루트는 개인적 권리들, 특히 빈곤에 연루된 자들에 정부의 잠식을 반대하였으나 그는 전혀 기업의 정치와 경제적 권력의 의미를 추구하지 않았다. 1906년 그가 고백한 대로 "거의 순수한 변호사는 공공 정책의 광범위한 측면에 관하여 자신을 의심한다 ... 변호사들은 거의 대부분 보수적이다 ... 법적 규칙의 유지에 주장을 통하여 그들은 본능적으로 변화에 반대하였다."고 한다.

## 전쟁 장관

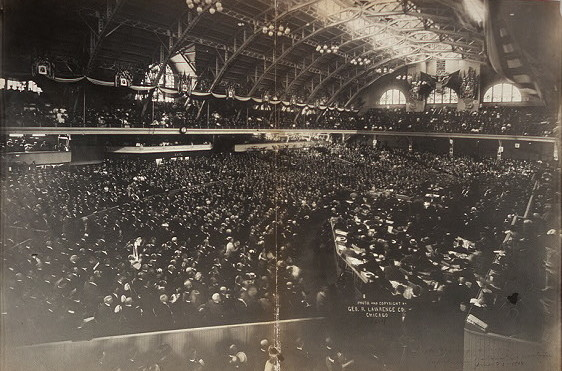
1904년 공화당 전당 대회에서 루트의 개막 연설을 듣는 관중들

1899년 루트는 자신이 잘못 관리된 전쟁부를 이끌었던 윌리엄 매킨리 대통령의 긴급 요청을 받아들였다. 스페인에서 쫓겨난 그의 영토 관리는 한번 현실적이고 깨달아졌다. 문맹률이 90 퍼센트였던 푸에르토리코에서 그는 대중의 참여가 거의 없던 고도로 중앙 집중화 된 행정부를 제정하였다. 동시에 그는 공중 보건 조치를 추진하였고, 미국의 관세 제한으로부터 식민지를 면제하는 데 매킨리를 납득시켰다. 쿠바에서 루트는 거의 즉각적인 시민 정부를 준비하였으나 미국이 그 외교 관계의 통치를 유지하는 것을 주장하였다. 이 것은 그가 초안한 플랫 수정 조항을 통하여 성취되었다.
필리핀에서 루트는 또한 권리장전의 확충을 포함한 시민 정부를 추진하였다. 그는 에밀리오 아기날도의 독립 운동을 억압한 군대를 형성하였고 미국의 잔학 행위에 즉시 반대하는 데 자신이 실패한 미군들의 영예로 너무 예민하였다. 윌리엄 하워드 태프트 대통령이 그의 넓은 방향 아래 창조한 필리핀 정부와 만족했던 루트는 완전한 독립을 위하여 필리핀인들을 준비하기 위하여 자유화될 민주당원들의 주장으로 말년에 동정심이 없었다.
그 동안 루트는 일반 참모부를 재결성하였고, 육군참모대학교를 창조하였으며 육군-해군 합동부를 설립하였다. 시어도어 루스벨트 대통령은 그를 차분하고 예리하며 탁월한 판단력으로 소중히 하였고 1904년 루트가 전쟁장관 직을 사임하였을 때 루스벨트 대통령은 "난 더욱 충성적인 친구, 더욱 충실하고 현명한 조언자를 결코 가질 수 없다."라고 썼다.

## 국무장관

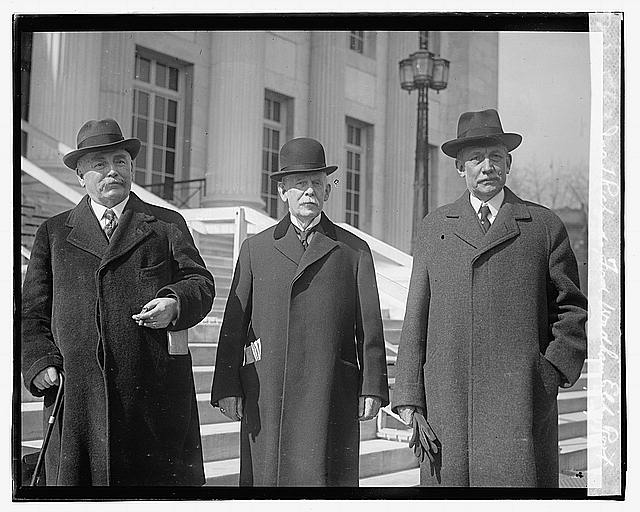
국무 장관 시절의 루트 (오른쪽)

1905년 루트는 루스벨트 아래 국무장관으로서 정부 업무로 복귀하였다. 루스벨트의 훌륭한 보안을 계속한 그는 상원을 진정시켰고, 라틴아메리카와 우호적인 관계들을 흥행하였고, 독일에 조심하였으며 그렇지 않으면 인내심, 재치 및 진심으로 자신을 칭찬하였다. 그는 제2차 만국평화회의를 성원하였고, 일본과 우호적 관계를 유지하는 데 열심히, 그리고 능숙하게 일하였다. 그의 최고의 업적은 24개의 쌍무적 중재 조약들의 협상이었다. 그는 1912년 노벨 평화상이 수여되었다.

## 뉴욕주 상원
루트는 진보주의 운동의 본질과 목적을 이해하지 못하는 것으로 보였고, 미국 상원으로서 그의 6년의 세월 (1909년 ~ 1915년)은 그의 인생에서 가장 생산적이지 않았다. 그는 태프트 대통령 아래 개혁 입법의 거의, 그리고 우드로 윌슨 아래 그 전부를 불찬성하였다. 윌슨의 멕시코 정책에 그의 공격들은 또한 불공평하고 단순하였다. 제1차 세계 대전은 "영국-아일랜드" 간의 자유를 위한 투쟁이었던 것에 결론을 내린 그는 미국의 참전의 강한 제안자였다. 1917년 그는 전쟁에서 임시 정부를 지키는 데 설계된 러시아로 비효과적이고 눈에 띄지 않는 사명을 향하였다.
국제연맹에 싸움이 있던 동안 루트는 국제연맹에 자신의 일반적 찬성, 자신의 강한 민족주의적 긴장과 자신 소유와 자신의 당의 가담 사이에 잡혔다. 루트는 워싱턴 회담으로 미국의 사절단에 지내는 데 1921년 후순에 퇴직으로부터 나왔다. 그는 또한 세계 법원으로 고수하는 운동에 자유롭게 주었고, 더욱 나가서 카네기 국제평화재단과 기타 카네기 자선 단체들로 봉사에 자신을 투자하였다. 1937년 2월 7일 뉴욕에서 92세 생일을 8일 앞둔채 사망하였다.
친밀한 교제들에서 매력적이고 재치있는 남자인 루트는 공개적으로 카리스마가 부족하였다. 전쟁과 국무부에서 자신의 명백한 업적을 제외하고, 그는 보수적 전통에 가장 현명하고, 건설적이었던 자신의 구체화로 기억된다.

## 역대 선거 결과
| 선거명      | 직책명                | 대수 | 정당   | 득표율 | 득표수 | 결과 | 당락                 |
| ----------- | --------------------- | ---- | ------ | ------ | ------ | ---- | -------------------- |
| 1903년 선거 | 상원의원 (뉴욕 제3부) | 58대 | 무소속 | 1.56%  | 3표    | 3위  | 낙선                 |
| 1909년 선거 | 상원의원 (뉴욕 제3부) | 61대 | 공화당 | 73.53% | 125표  | 1위  | 뉴욕주 상원의원 당선 |